# Circoscrizione Lublino
La circoscrizione Lublino è una circoscrizione elettorale per l'elezione dei membri del Parlamento europeo spettanti alla Polonia.

## Storia
La circoscrizione venne creata dalla legge 23 gennaio 2004, senza assegnarle formalmente un nome, ma solamente un numero.

## Territorio
La circoscrizione comprende, fin dalla sua istituzione, l'intero territorio del voivodato di Lublino.

## Risultati

### VI legislatura
| Partito                            | Partito                                                 | Risultati 13 giugno 2004 | Risultati 13 giugno 2004 | Risultati 13 giugno 2004 | Seggi | Seggi |
| Partito                            | Partito                                                 | Voti                     | %                        | ±                        | Num   | ±     |
| ---------------------------------- | ------------------------------------------------------- | ------------------------ | ------------------------ | ------------------------ | ----- | ----- |
|                                    | Lega delle Famiglie Polacche                            | 82 162                   | 23,60                    | n.d.                     | 1     | n.d.  |
|                                    | Autodifesa della Repubblica Polacca                     | 55 755                   | 16,01                    | n.d.                     | 1     | n.d.  |
|                                    | Piattaforma Civica                                      | 55 017                   | 15,80                    | n.d.                     | 1     | n.d.  |
|                                    | Partito Popolare Polacco                                | 51 056                   | 14,66                    | n.d.                     | 1     | n.d.  |
|                                    | Diritto e Giustizia                                     | 33 904                   | 9,74                     | n.d.                     | 0     | n.d.  |
|                                    | Alleanza della Sinistra Democratica - Unione del Lavoro | 25 118                   | 7,21                     | n.d.                     | 0     | n.d.  |
|                                    | Socialdemocrazia Polacca                                | 14 336                   | 4,12                     | n.d.                     | 0     | n.d.  |
|                                    | Unione della Libertà                                    | 7 959                    | 2,29                     | n.d.                     | 0     | n.d.  |
|                                    | Comitato Elettorale Nazionale                           | 7 230                    | 2,08                     | n.d.                     | 0     | n.d.  |
|                                    | Unione per la Politica Reale                            | 4 814                    | 1,38                     | n.d.                     | 0     | n.d.  |
|                                    | Iniziativa per la Polonia                               | 3 310                    | 0,95                     | n.d.                     | 0     | n.d.  |
|                                    | Coalizione Civica Nazionale                             | 2 187                    | 0,63                     | n.d.                     | 0     | n.d.  |
|                                    | KPEiR-PLD                                               | 2 171                    | 0,62                     | n.d.                     | 0     | n.d.  |
|                                    | Partito Polacco del Lavoro                              | 1 922                    | 0,55                     | n.d.                     | 0     | n.d.  |
|                                    | Confederazione del Movimento di Difesa dei Disoccupati  | 1 226                    | 0,35                     | n.d.                     | 0     | n.d.  |
|                                    |                                                         |                          |                          |                          |       |       |
| Iscritti                           | Iscritti                                                | 1 730 259                | 100,00                   |                          |       |       |
| ↳ Votanti (% su iscritti)          | ↳ Votanti (% su iscritti)                               | 357 457                  | 20,66                    | n.d.                     |       |       |
| ↳ Voti validi (% su votanti)       | ↳ Voti validi (% su votanti)                            | 348 167                  | 97,40                    |                          |       |       |
| ↳ Schede non valide (% su votanti) | ↳ Schede non valide (% su votanti)                      | 9 290                    | 2,60                     |                          |       |       |
| ↳ Astenuti (% su iscritti)         | ↳ Astenuti (% su iscritti)                              | 1 372 802                | 79,34                    |                          |       |       |

| Eletti | Eletti              |
| ------ | ------------------- |
|        | Mirosław Piotrowski |
|        | Wiesław Kuc         |
|        | Zbigniew Zaleski    |
|        | Zdzisław Podkański  |

### VII legislatura
| Partito                            | Partito                                                 | Risultati 7 giugno 2009 | Risultati 7 giugno 2009 | Risultati 7 giugno 2009 | Seggi | Seggi   |
| Partito                            | Partito                                                 | Voti                    | %                       | ±                       | Num   | ±       |
| ---------------------------------- | ------------------------------------------------------- | ----------------------- | ----------------------- | ----------------------- | ----- | ------- |
|                                    | Diritto e Giustizia                                     | 136 986                 | 36,15                   | 26,41                   | 1     | 1       |
|                                    | Piattaforma Civica                                      | 112 221                 | 29,61                   | 13,81                   | 1     | Stabile |
|                                    | Partito Popolare Polacco                                | 51 954                  | 13,71                   | 0,95                    | 0     | Stabile |
|                                    | Alleanza della Sinistra Democratica - Unione del Lavoro | 24 725                  | 6,52                    | 0,69                    | 0     | Stabile |
|                                    | Intesa per il Futuro - Centro-sinistra                  | 17 089                  | 4,51                    | n.d.                    | 0     | n.d.    |
|                                    | Libertas Polonia                                        | 12 207                  | 3,22                    | n.d.                    | 0     | n.d.    |
|                                    | Autodifesa della Repubblica Polacca                     | 10 297                  | 2,72                    | 13,29                   | 0     | 1       |
|                                    | Destra della Repubblica                                 | 5 890                   | 1,55                    | n.d.                    | 0     | n.d.    |
|                                    | Unione per la Politica Reale                            | 5 259                   | 1,39                    | 0,01                    | 0     | Stabile |
|                                    | Partito Polacco del Lavoro                              | 2 345                   | 0,62                    | 0,07                    | 0     | Stabile |
|                                    |                                                         |                         |                         |                         |       |         |
| Iscritti                           | Iscritti                                                | 1 752 645               | 100,00                  |                         |       |         |
| ↳ Votanti (% su iscritti)          | ↳ Votanti (% su iscritti)                               | 386 233                 | 22,04                   | 1,38                    |       |         |
| ↳ Voti validi (% su votanti)       | ↳ Voti validi (% su votanti)                            | 378 973                 | 98,12                   |                         |       |         |
| ↳ Schede non valide (% su votanti) | ↳ Schede non valide (% su votanti)                      | 7 260                   | 1,88                    |                         |       |         |
| ↳ Astenuti (% su iscritti)         | ↳ Astenuti (% su iscritti)                              | 1 366 412               | 77,96                   |                         |       |         |

| Eletti | Eletti                 |
| ------ | ---------------------- |
|        | Mirosław Piotrowski    |
|        | Lena Kolarska-Bobińska |

### VIII legislatura
| Partito                            | Partito                                                 | Risultati 25 maggio 2014 | Risultati 25 maggio 2014 | Risultati 25 maggio 2014 | Seggi | Seggi   |
| Partito                            | Partito                                                 | Voti                     | %                        | ±                        | Num   | ±       |
| ---------------------------------- | ------------------------------------------------------- | ------------------------ | ------------------------ | ------------------------ | ----- | ------- |
|                                    | Diritto e Giustizia                                     | 164 578                  | 41,20                    | 5,05                     | 1     | Stabile |
|                                    | Partito Popolare Polacco                                | 70 055                   | 17,54                    | 3,83                     | 1     | 1       |
|                                    | Piattaforma Civica                                      | 64 889                   | 16,24                    | 13,37                    | 0     | 1       |
|                                    | Congresso della Nuova Destra                            | 27 482                   | 6,88                     | n.d.                     | 0     | n.d.    |
|                                    | Alleanza della Sinistra Democratica - Unione del Lavoro | 21 248                   | 5,32                     | 1,20                     | 0     | Stabile |
|                                    | Europa Plus - Twój Ruch                                 | 15 720                   | 3,94                     | n.d.                     | 0     | n.d.    |
|                                    | Polonia Solidale                                        | 13 932                   | 3,49                     | n.d.                     | 0     | n.d.    |
|                                    | Polonia Insieme                                         | 10 464                   | 2,62                     | n.d.                     | 0     | n.d.    |
|                                    | Movimento Nazionale                                     | 8 994                    | 2,25                     | n.d.                     | 0     | n.d.    |
|                                    | Democrazia Diretta                                      | 2 121                    | 0,53                     | n.d.                     | 0     | n.d.    |
|                                    |                                                         |                          |                          |                          |       |         |
| Iscritti                           | Iscritti                                                | 1 750 992                | 100,00                   |                          |       |         |
| ↳ Votanti (% su iscritti)          | ↳ Votanti (% su iscritti)                               | 411 279                  | 23,49                    | 1,45                     |       |         |
| ↳ Voti validi (% su votanti)       | ↳ Voti validi (% su votanti)                            | 399 483                  | 97,13                    |                          |       |         |
| ↳ Schede non valide (% su votanti) | ↳ Schede non valide (% su votanti)                      | 11 796                   | 2,87                     |                          |       |         |
| ↳ Astenuti (% su iscritti)         | ↳ Astenuti (% su iscritti)                              | 1 339 713                | 76,51                    |                          |       |         |

| Eletti | Eletti              |
| ------ | ------------------- |
|        | Mirosław Piotrowski |
|        | Krzysztof Hetman    |

### IX legislatura
| Partito                            | Partito                            | Risultati 26 maggio 2019 | Risultati 26 maggio 2019 | Risultati 26 maggio 2019 | Seggi | Seggi |
| Partito                            | Partito                            | Voti                     | %                        | ±                        | Num   | ±     |
| ---------------------------------- | ---------------------------------- | ------------------------ | ------------------------ | ------------------------ | ----- | ----- |
|                                    | Diritto e Giustizia                | 436 139                  | 58,95                    | 17,75                    | 2     | 1     |
|                                    | Coalizione Europea                 | 208 392                  | 28,17                    | n.d.                     | 1     | n.d.  |
|                                    | Confederazione                     | 32 706                   | 4,42                     | n.d.                     | 0     | n.d.  |
|                                    | Kukiz'15                           | 29 567                   | 4,00                     | n.d.                     | 0     | n.d.  |
|                                    | Primavera                          | 22 692                   | 3,07                     | n.d.                     | 0     | n.d.  |
|                                    | Lewica Razem                       | 5 302                    | 0,72                     | n.d.                     | 0     | n.d.  |
|                                    | Polonia Fair Play                  | 5 071                    | 0,69                     | n.d.                     | 0     | n.d.  |
|                                    |                                    |                          |                          |                          |       |       |
| Iscritti                           | Iscritti                           | 1 706 080                | 100,00                   |                          |       |       |
| ↳ Votanti (% su iscritti)          | ↳ Votanti (% su iscritti)          | 748 022                  | 43,84                    | 20,35                    |       |       |
| ↳ Voti validi (% su votanti)       | ↳ Voti validi (% su votanti)       | 739 869                  | 98,91                    |                          |       |       |
| ↳ Schede non valide (% su votanti) | ↳ Schede non valide (% su votanti) | 8 153                    | 1,09                     |                          |       |       |
| ↳ Astenuti (% su iscritti)         | ↳ Astenuti (% su iscritti)         | 958 058                  | 56,16                    |                          |       |       |

| Eletti | Eletti           |
| ------ | ---------------- |
|        | Elżbieta Kruk    |
|        | Beata Mazurek    |
|        | Krzysztof Hetman |

### X legislatura
| Partito                            | Partito                            | Risultati 9 giugno 2024 | Risultati 9 giugno 2024 | Risultati 9 giugno 2024 | Seggi | Seggi   |
| Partito                            | Partito                            | Voti                    | %                       | ±                       | Num   | ±       |
| ---------------------------------- | ---------------------------------- | ----------------------- | ----------------------- | ----------------------- | ----- | ------- |
|                                    | Destra Unita                       | 292 019                 | 47,16                   | 11,79                   | 1     | 1       |
|                                    | Coalizione Civica                  | 161 002                 | 26,00                   | n.d.                    | 1     | n.d.    |
|                                    | Confederazione                     | 93 542                  | 15,11                   | 10,69                   | 0     | Stabile |
|                                    | Terza Via                          | 43 013                  | 6,95                    | n.d.                    | 0     | n.d.    |
|                                    | La Sinistra                        | 20 381                  | 3,29                    | n.d.                    | 0     | n.d.    |
|                                    | Bezpartyjni Samorządowcy           | 7 342                   | 1,19                    | n.d.                    | 0     | n.d.    |
|                                    | PolExit                            | 1 864                   | 0,30                    | n.d.                    | 0     | n.d.    |
|                                    |                                    |                         |                         |                         |       |         |
| Iscritti                           | Iscritti                           | 1 623 766               | 100,00                  |                         |       |         |
| ↳ Votanti (% su iscritti)          | ↳ Votanti (% su iscritti)          | 622 749                 | 38,35                   | 5,49                    |       |         |
| ↳ Voti validi (% su votanti)       | ↳ Voti validi (% su votanti)       | 619 163                 | 99,42                   |                         |       |         |
| ↳ Schede non valide (% su votanti) | ↳ Schede non valide (% su votanti) | 3 586                   | 0,58                    |                         |       |         |
| ↳ Astenuti (% su iscritti)         | ↳ Astenuti (% su iscritti)         | 1 001 017               | 61,65                   |                         |       |         |

| Eletti | Eletti           |
| ------ | ---------------- |
|        | Mariusz Kamiński |
|        | Marta Wcisło     |